# انديرسون اوليفيرا الميدا
انديرسون اوليفيرا الميدا (بالبرتغالية: Anderson do Ó‏) (14 ديسمبر 1980 بريو دي جانيرو في البرازيل - ) هو لاعب كرة قدم برازيلي في مركز الدفاع. لعب مع ليفادياكوس ونادي سيارا ونادي فاسكو دا غاما ونادي فاسلوي ونادي فيتوريا سيتوبال وسیمرغ زاقاتالا ‏ ونادي مادوريرا وAEP Paphos FC ‏ ونادي بلومينغ.

## روابط خارجية
- انديرسون اوليفيرا الميدا على موقع قاعدة بيانات كرة القدم.إي يو (الإنجليزية)
- انديرسون اوليفيرا الميدا على موقع Soccerway.com (الإنجليزية)